# Ptáci a lidé
Ptáci a lidé (v originále Bird People) je francouzský hraný film z roku 2014, který režírovala Pascale Ferran podle vlastního scénáře. Film byl premiérově uveden uveden dne 19. května 2014 v rámci sekce Un Certain Regard na filmovém festivalu v Cannes a také 4. září na Mezinárodním filmovém festivalu v Torontu v sekci Současná světová kinematografie.

## Děj
Americký počítačový inženýr mířící do Dubaje se rozhodne během pobytu v Paříži ukončit svůj profesní i rodinný život.

## Obsazení
| Anaïs Demoustierová | Audrey Camuzet   |
| Josh Charles        | Gary Newman      |
| Roschdy Zem         | Simon            |
| Camélia Jordana     | Leïla            |
| Radha Mitchell      | Elisabeth Newman |
| Clark Johnson       | McCullan         |
| Anne Azoulay        | slečna Lhomond   |
| Hippolyte Girardot  | Vengers          |
| Catherine Ferran    | Nuala            |

## Ocenění
- Cena Francouzské unie filmových kritiků
- César: nominace v kategoriích nejlepší zvuk (Jean-Jacques Ferran, Nicolas Moreau, Jean-Pierre Laforce) a nejlepší filmová hudba (Béatrice Thiriet)